# Valentin Haüy
Valentin Haüy (pronunciado [aɥi] ; 13 de novembro de 1745 - 19 de março de 1822) foi o fundador, em 1785, da primeira escola para cegos, o Instituto para Jovens Cegos em Paris (agora Institut National des Jeunes Aveugles , ou Instituto Nacional para Jovens Cegos , INJA). Em 1819, Louis Braille ingressou nesta escola.

## Vida

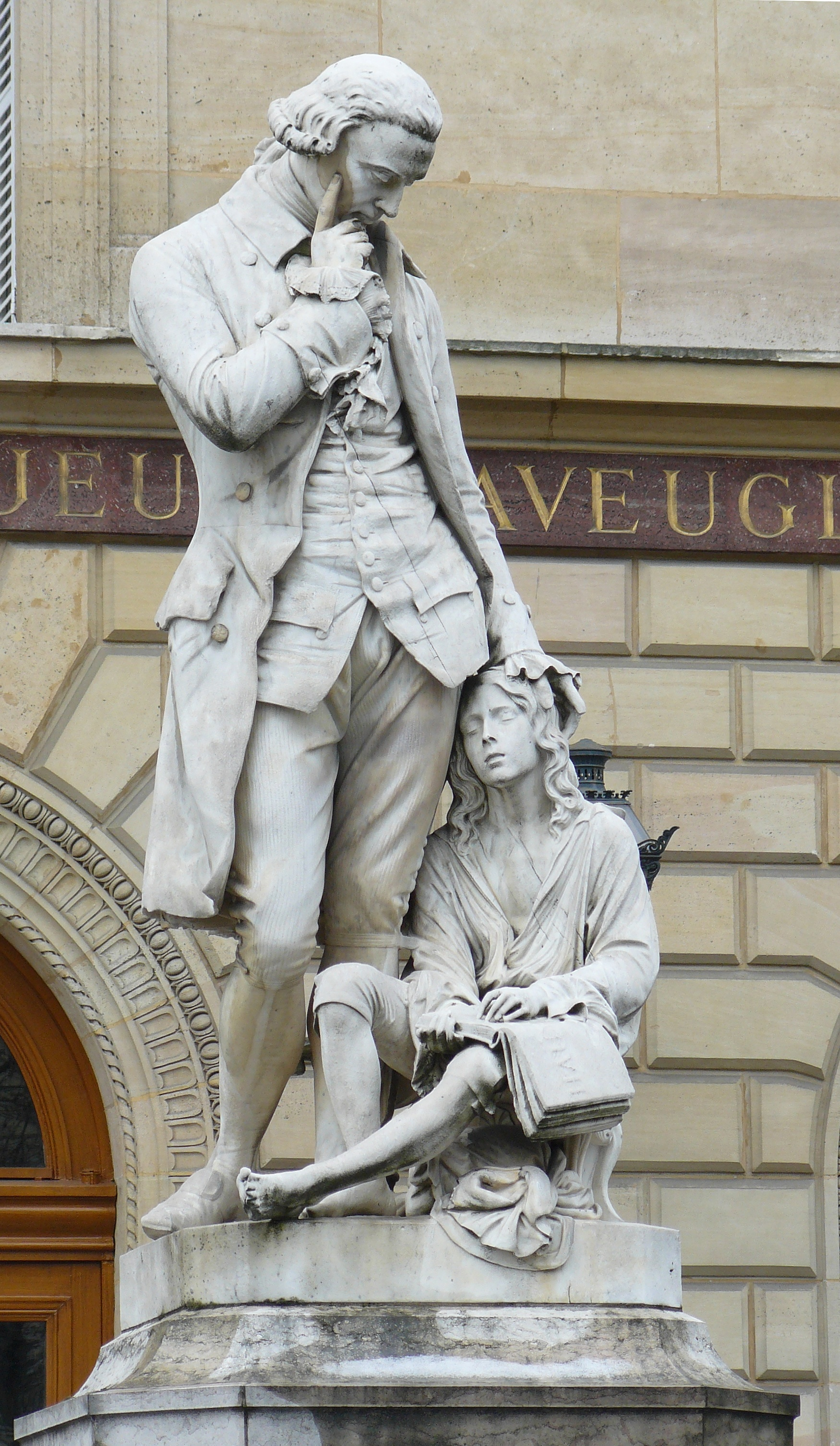
Estátua no Institut national des jeunes aveugles

Haüy nasceu em uma família de tecelões. Seu pai, um tear em tempo integral, também ocupava o cargo de tocar os sinos do Angelus em uma Abadia Premonstrante local. Os monges da abadia educaram Valentin e ele se tornou um linguístico habilidoso, falando dez línguas diferentes da época. Ele também estudou grego antigo e hebraico. Em 1783, ganhou o título de "intérprete do rei", Luís XVI. Em 1786, foi intérprete do Rei, do Almirantado e da Câmara Municipal. Foi membro do Gabinete de Redação.
O impulso de Haüy para ajudar os cegos começou em 1771, depois que ele parou para almoçar em um café na Praça da Concórdia, em Paris. Lá, ele testemunhou um grupo de pessoas do hospício Quinze-Vingts para cegos sendo ridicularizados durante a festa religiosa de rua, "Feira de Santo Ovídio". Eles receberam bonés de burro, óculos de papelão enormes e foram instruídos a tocar seus instrumentos, o que resultou em uma cacofonia de ruídos. Ele decidiu fundar uma escola com Charles-Michel de l'Épée.
Em maio de 1784, em Saint-Germain-des-Prés, conheceu um jovem mendigo, François Lesueur ; ele foi seu primeiro aluno. Ele desenvolveu um método de letras em relevo para ensinar Lesueur a ler e compor frases. Ele fez progressos rápidos, e Haüy anunciou o sucesso, em setembro de 1784 no Journal de Paris , recebendo então incentivo da Academia Francesa de Ciências. 
Com a ajuda da Sociedade Filantrópica, Haüy fundou o Instituto para Jovens Cegos ( Institut des jeunes aveugles ), em fevereiro de 1785. Com base na oficina de fiação filantrópica para cegos, recebeu o apoio de Luís XVI e tornou-se a Instituição Real de Crianças Cegas. em 26 de dezembro de 1786. Seu objetivo era educar os alunos e ensinar-lhes os trabalhos manuais: fiação e tipografia. Durante a Revolução Francesa, foi assumido pelo Estado em 28 de setembro de 1791. Tornou-se o Instituto Nacional de Trabalhadores Cegos de um Mosteiro Celestino.
Valentin Haüy foi ativo na vida política de sua época, foi secretário das eleições para a Assembleia Nacional Constituinte de 1792 e depois comissário civil. Foi preso em 5 Prairial III (24 de maio de 1795), e libertado em 11 pelo Comitê de Segurança Pública, preso novamente em 20 pela Convenção Nacional. Foi dispensado no dia 19 Fructidor, ingressou no Panthéon Club, do Diretório Francês. No Consulado Francês, ele foi listado como "terrorista". Em 1802, ele se aposentou da administração do Blind Asylum e recebeu uma pensão. Em fevereiro de 1802, abriu uma escola particular na rue Sainte-Avoye. Em setembro de 1806, mudou-se para São Petersburgo, para fundar uma escola a pedido de Alexandre I da Rússia.
Retornou a Paris, em 1817, para viver com seu irmão, René Just Haüy, considerado um dos fundadores da mineralogia moderna.
Foi um dos fundadores da Teofilantropia.

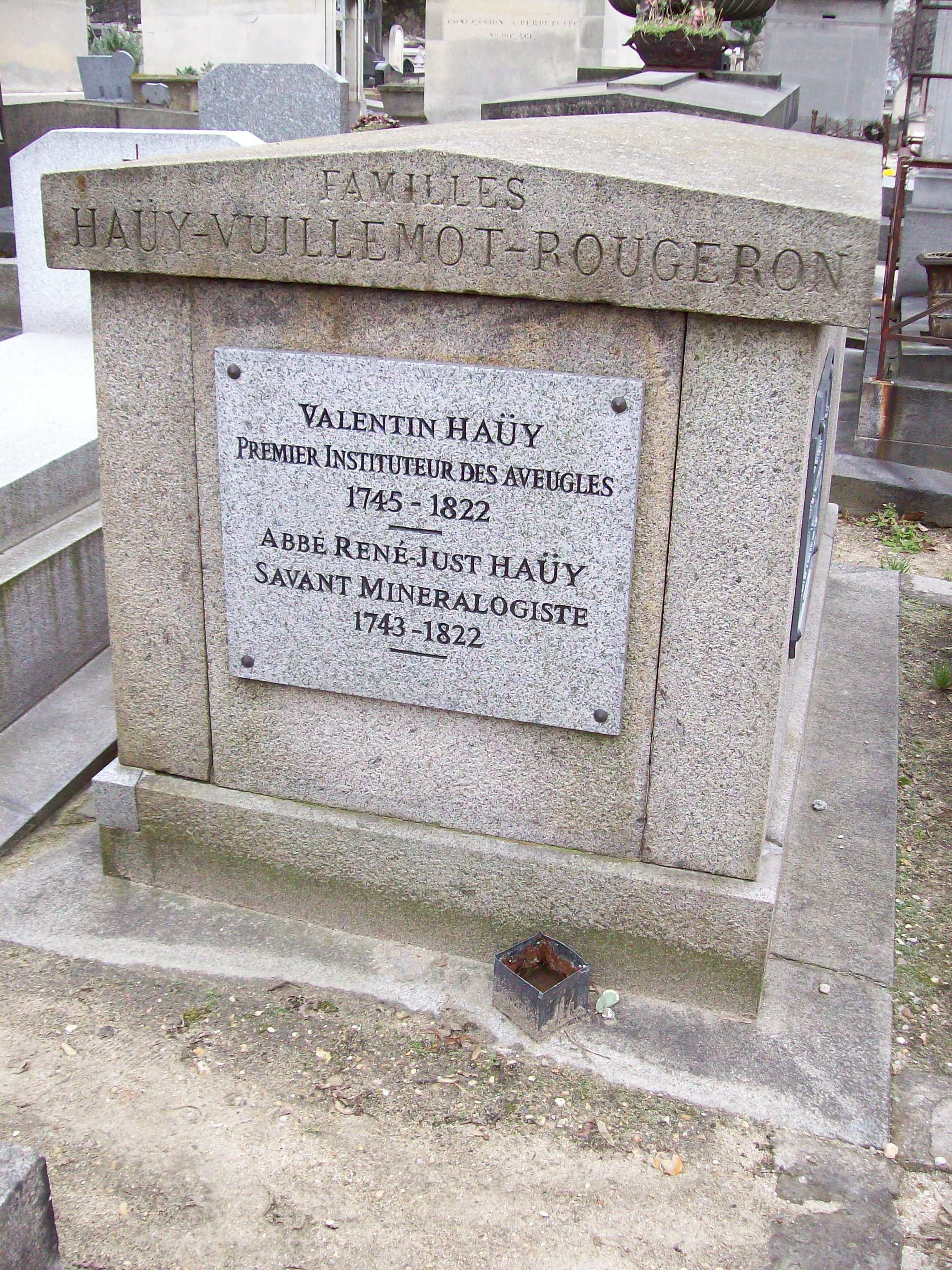
Túmulo de Valentin Haüy e René Just Haüy

Está sepultado, junto com seu irmão René, no Cemitério do Père-Lachaise, em Paris.

## Legado
Em 1889, Maurice de La Sizeranne criou uma associação dedicada a ajudar cegos e deficientes visuais, que leva seu nome.